# Покровська сільська рада (Любашівський район)
Покро́вська сільська́ ра́да — адміністративно-територіальна одиниця та орган місцевого самоврядування в Любашівському районі Одеської області. Адміністративний центр — село Покровка.

## Загальні відомості
- Територія ради: 42,893 км²
- Населення ради: 635 осіб (станом на 2001 рік)
- Територією ради протікає річка Тилігул

## Населені пункти
Сільській раді підпорядковані населені пункти:
- с. Покровка

## Населення
За переписом населення України 2001 року в сільській раді мешкало 635 осіб.

### Мова
Розподіл населення за рідною мовою за даними перепису 2001 року:
| Мова       | Відсоток |
| ---------- | -------- |
| українська | 99,53 %  |
| російська  | 0,31 %   |
| молдовська | 0,16 %   |

## Склад ради
Рада складається з 14 депутатів та голови.
- Голова ради: Бєляєв Сергій Миколайович
- Секретар ради: Артюх Інна Василівна

### Керівний склад попередніх скликань
| Прізвище, ім'я, по батькові  | Основні відомості                                                          | Дата обрання | Дата звільнення |
| ---------------------------- | -------------------------------------------------------------------------- | ------------ | --------------- |
| Подолян Віктор Олександрович | Сільський голова, 1964 року народження, член Соціалістичної партії України | 26.03.2006   | 31.10.2010      |
| Бєляєв Сергій Миколайович    | Сільський голова, 1965 року народження, освіта вища, безпартійний          | 31.10.2010   |                 |

Примітка: таблиця складена за даними сайту Верховної Ради України

### Депутати
За результатами місцевих виборів 2010 року депутатами ради стали:

#### За суб'єктами висування
| Суб'єкт висування                                       | Кількість обраних депутатів | %    |
| ------------------------------------------------------- | --------------------------- | ---- |
| Партія регіонів                                         | 9                           | 64,3 |
| Соціалістична партія України                            | 3                           | 21,4 |
| Політична партія Всеукраїнське об'єднання «Батьківщина» | 1                           | 7,1  |
| Самовисування                                           | 1                           | 7,1  |

#### За округами
| № округу                                                | Прізвище, ім'я, по батькові      | Дата визнання обраним | Освіта             | Партійна приналежність                        | Відомості про обраного депутата                                |
| ------------------------------------------------------- | -------------------------------- | --------------------- | ------------------ | --------------------------------------------- | -------------------------------------------------------------- |
| Партія регіонів                                         |                                  |                       |                    |                                               |                                                                |
| 1                                                       | Абакін Андрій Борисович          | 01.11.2010            | середня            | член Партії регіонів                          | ПП «Універсал», механізатор                                    |
| 2                                                       | Узунов Ірина Борисівна           | 01.11.2010            | середня            | член Партії регіонів                          | Покровська сільська рада, спеціаліст                           |
| 3                                                       | Кочержинська Анжела Сергіївна    | 01.11.2010            | середня спеціальна | член Партії регіонів                          | тимчасово не працює                                            |
| 7                                                       | Бадера Сергій Олександрович      | 01.11.2010            | середня спеціальна | член Партії регіонів                          | тимчасово не працює                                            |
| 10                                                      | Поліщук Майя Миколаївна          | 01.11.2010            | незакінчена вища   | член Партії регіонів                          | Покровська загальноосвітня школа І-ІІІ ст., вчитель            |
| 11                                                      | Антонюк Лариса Олександрівна     | 01.11.2010            | середня спеціальна | член Партії регіонів                          | Покровська загальноосвітня школа І-ІІІ ст., техпрацівник       |
| 12                                                      | Подолян Галина Євгеніївна        | 01.11.2010            | середня спеціальна | член Партії регіонів                          | Покровський фельдшерсько-акушерський пункт, медичний працівник |
| 13                                                      | Григорук Світлана Костянтинівна  | 01.11.2010            | середня спеціальна | член Партії регіонів                          | управління соціального захисту, соціальний працівник           |
| 14                                                      | Дубовка Павло Дмитрович          | 01.11.2010            | середня спеціальна | член Партії регіонів                          | тимчасово не працює                                            |
| Політична партія Всеукраїнське об'єднання «Батьківщина» |                                  |                       |                    |                                               |                                                                |
| 5                                                       | Бондурівський Микола Миколайович | 01.11.2010            | середня спеціальна | член Всеукраїнського об'єднання «Батьківщина» | ПП «Універсал», механізатор                                    |
| Соціалістична партія України                            |                                  |                       |                    |                                               |                                                                |
| 4                                                       | Артюх Інна Василівна             | 01.11.2010            | середня спеціальна | член Соціалістичної партії України            | Покровська сільська рада, секретар                             |
| 6                                                       | Волощук Любов Федорівна          | 01.11.2010            | середня спеціальна | член Соціалістичної партії України            | Покровська сільська рада, бухгалтер                            |
| 8                                                       | Шаман Микола Борисович           | 01.11.2010            | середня спеціальна | член Соціалістичної партії України            | тимчасово не працює                                            |
| Самовисування                                           |                                  |                       |                    |                                               |                                                                |
| 9                                                       | Познанський Павло Вікторович     | 01.11.2010            | вища               | позапартійний                                 | Покровська загальноосвітня школа І-ІІІ ст., вчитель            |